# 早川光の最高に旨い寿司
『早川光の最高に旨い寿司』（はやかわひかりのさいこうにうまいすし）はTwellVで2014年から2019年まで放送していたグルメ番組。

## 概要
寿司の醍醐味をとことん味わい尽くし、寿司を食文化として捉える「日本初の寿司専門番組」をコンセプトに、作家の早川光が「最高に旨い寿司」を紹介する。基本的なスタイルは早川が寿司を10貫頼み、数貫を追加注文するというもの。
2015年4月5日からは毎週新作で放送され、10月9日からはさらに25分拡大して放送。2016年10月からは月1回新作で放送していた。

## 出演者
ナビゲーター
- 早川光

ナレーション
- 志村知幸

リポーター
- 雪野五月（2時間SPのみ）
- 渡辺早織（「名店のおつまみ」担当：2019年1月7日-7月15日）

## 放送リスト
2014年
- 第1回 4月6日・13日 銀座「鮨水谷」〜極上マグロの悦楽〜
- 第2回 4月20日・27日 人形町「㐂寿司」〜飾り寿司 受け継がれる伝統〜
- 第3回 5月4日・11日 築地「鮨 つかさ」〜鮪の脳天 叩き上げ職人の凄み〜
- 第4回 5月18日・25日 銀座「鮨 青木」〜蛸の桜煮 継承されし父の魂〜
- 第5回 6月1日・8日 浅草「鮨 久いち」〜煮アワビ 胸に響くもてなしの心〜
- 第6回 6月15日・22日 新橋「寿司処 金兵衛」〜玉子焼 父の矜持、息子の覚悟〜
- 特別編 6月29日・7月6日・11月30日 「江戸前寿司入門 寿司屋に行くなら」
- 第7回 7月13日・20日 銀座「鮨 くわ野」〜新子 美技が冴える夏の風物詩〜
- 第8回 8月3日・10日 銀座「蔵前 幸鮓」〜海胆 シャンパンと楽しむ夏の寿司〜
- 第9回 8月17日・24日 銀座「二葉鮨」〜小肌 寿司に宿る歴史と誇り〜
- 第10回 9月7日・14日 下北沢「福元」〜星鰈 魚を活かす珠玉のシャリ〜
- 第11回 9月21日・26日 浅草「鮨一新」〜車海老 美味を引き出すタイミング〜
- 第12回 10月5日・12日 神奈川・横浜「鮨はま田」〜鰹 煌めく才能、弛まぬ研鑽〜
- 第13回 10月19日・26日 銀座「木挽町 とも樹」〜クエ 産地直送、垂涎の美味〜
- 第14回 11月2日・9日 銀座「すし善 銀座店」〜鮭児 奇跡の美味、幻のサケ〜
- 第15回 11月16日・23日 鎌倉「以ず美」〜秋鯖 古都馨る洗練の技〜
- 第16回 12月7日・14日 神楽坂「寿司幸」〜椎茸 歴史を紡ぐ名人の技〜
- 第17回 12月21日・28日 銀座「野じま」〜寒鰤 直球勝負の極上寿司〜
- 年末特番 12月27日「寿司屋の看板! マグロスペシャル!!」（14:00 - 16:00、(再)2015年1月4日 20:00 - 21:55）

2015年
- 第18回 1月11日 根津「鮨 かじわら」〜白魚 掌で奏でる魚の讃歌〜
- 第19回 1月18日 銀座「鮨 太一」〜煮蛤 滋味溢れる愉楽の空間〜
- 第20回 2月8日　銀座「鮨 わたなべ」〜細魚 粋と鯔背で心意気〜
- 第21回 2月15日 青山「青山 すし泉」〜赤貝 馥郁たる春の香り〜
- 第22回 3月8日　館林「鮨恵三」〜鯖 故郷で咲かせた寿司の花〜
- 第23回 3月15日 浅草「弁天山美家古寿司」〜穴子の爽煮 150年の伝統芸〜
- 特別編 4月5日 江戸前寿司のいろは 銀座 鮨わたなべ
- 第24回 4月12日 日本橋「吉野鮨本店」〜浅蜊 心も掴むつかみ漬け〜
- 第25回 4月19日 銀座「ぎんざ 寿し幸」〜大トロのはがし 笑顔咲く歓待の心〜
- 第26回 4月26日 湯島「鮨 真菜」〜春子 気鋭の職人 魚への愛〜
- 第27回 5月3日 西荻窪「鮨 たなか」〜トコブシ 住宅街の握りの匠〜
- 第28回 5月10日 福岡・博多「鮨田可尾」〜白甘鯛 九州博多の目利き達人〜
- 第29回 5月17日 大分「月の木」〜関アジ 大分の豊潤なる海の幸〜
- 特別編 5月24日・30日 魚のプロ・根津松本と食べる 夏の寿司
- 第30回 6月7日 銀座「鮨 石島」〜穴子 寿司屋の一分〜
- 第31回 6月14日 四谷「鮨 わたなべ」〜海胆 一期一会の四種饗宴〜
- 第32回 6月21日 銀座「天川」〜鳥貝 美味、輝く美の如く〜
- 第33回 6月28日 西巣鴨「寿司一」〜鱧 記憶に刻む包丁の技〜
- 第34回 7月5日 谷中「すし乃池」〜穴子 寺町に生きる幸せの味〜
- 7月12日はプロ野球中継『マリーンズVSホークス』のため休止。
- 第35回 7月19日 銀座「鮨とかみ」〜鮪 揺るぎなきシャリへの自信〜
- 7月26日は『第38回コカ・コーラ ゼロ鈴鹿8時間耐久ロードレース』中継のため休止。
- 第36回 8月2日 渋谷「くろ﨑」〜鮑 微に入り細を穿つ〜
- 第37回 8月9日 赤坂「寿し処 寿々」〜夏鰹 季節を超えた匠の挑戦〜
- 第38回 8月16日 神奈川・茅ヶ崎「鮨裕」〜真鯵 十貫で魅せる湘南の夏〜
- 第39回 8月23日 神奈川・大船「鮨處 もり山」〜照りゴチ 東京湾の幻の味〜
- 特別編 8月30日 寿司屋で愉しむ日本酒 浅草「久いち」
- 第40回 9月6日 西荻窪「鮨 しら澤」〜秋刀魚 信じた道を真っすぐに〜
- 第41回 9月12日 中野「鮨 峯八」〜メジマグロ 弧高の職人、独創の握り〜
- 第42回 9月20日 目黒「鮨りんだ」〜毛蟹 大胆に繊細に〜
- 第43回 9月27日 三軒茶屋「すしひふみ」〜鮃 郷土の誇りを握る〜
- 第44回 10月4日 銀座「鮨 鈴木」〜鯖の棒鮨 名店譲りの流麗なる技〜
- 第45回 10月9日 六本木「材木町 鮨 奈可久」〜細魚 心が結ぶ技と味〜
- 第46回 10月16日 千歳烏山「鮨いち伍」〜干瓢巻 舌に伝わる志〜
- 第47回 10月23日 経堂「鮨処 喜楽」〜牡蠣 老舗から名店へ〜
- 第48回 10月30日 銀座「鮨 久谷」〜牡丹海老 北海道の技と粋〜
- 第49回 11月6日 湯島「鮨 一心」〜車海老 男前な握り〜
- 第50回 11月13日 大阪・日本橋「福喜鮨 本店」〜穴子 関西の誇り〜
- 第51回 11月20日 大阪・北新地「寿し おおはた」〜鯛 味の革命児〜
- 第52回 11月27日 千葉・船橋「おかめ鮨」〜鰆 心躍る美味〜
- 第53回 12月4日 築地「さが美」〜帆立 熟練の技と遊び心〜
- 第54回 12月11日 四谷「日本橋 寿司金」〜カマトロ 究極のマグロ〜
- 第55回 12月18日 兵庫・神戸「鮨生粋」〜喉黒 本物を貫く〜
- 特別編 12月25日「記憶に残る 極上の一貫スペシャル」

2016年
- 特別編 1月1日 「記憶に残る 極上の一貫スペシャル」(再)
- 第56回 1月8日 千葉「たかおか」〜蛤 シャリを極める〜
- 第57回 1月15日 銀座「銀座鮨一」〜紫海胆 世界を唸らせる味〜
- 第58回 1月22日 西麻布「鮨麻葉」〜寒鮃 一意専心〜
- 第59回 1月29日 神楽坂「すし北野」〜太巻き 端正に誠実に〜
- 第60回 2月5日 銀座「鮨 竜介」〜赤身のづけ 職人の武器〜
- 第61回 2月12日 御徒町「鮨処 寛八」〜槍烏賊 82歳、道半ば〜
- 第62回 2月19日 東銀座「鮨 ふじ田」〜鰊 真向勝負〜
- 特別編 2月26日 築地「さが美」〜早川光の"おこのみ"十貫〜
- 第63回 3月4日 石川・野々市「すし処 めくみ」〜毛蟹 味の求道者〜
- 第64回 3月11日 富山・魚津「鮨 大門」〜桜鱒 富山湾の華〜
- 第65回 3月18日 阿佐ヶ谷「鮨なんば」〜鳥貝 口福の握り〜
- 第66回 3月25日 銀座「ほかけ」〜小鰭 江戸前寿司の原点〜
- 第67回 10月9日 銀座「鮨 銀座おのでら」〜本鮪 銀座から世界へ〜
- 第68回 11月13日 東日本橋「鮨 一條」〜青柳 遅咲きの大器〜
- 第69回 12月11日 表参道「鮨 とみ田」〜イクラ 真心をこめて〜

2017年
- 第70回 1月8日 神楽坂「鮨心」〜鯵のづけ 笑顔を呼ぶ笑顔〜
- 第71回 2月12日 銀座「すし佐竹」〜大トロ 熱いシャリとの調和〜
- 第72回 3月12日 関内「なか條」〜拘り抜いた食材の響宴〜

2019年
- 第73回 1月7日 日本橋人形町「㐂寿司」〜カジキ 父の教えを胸に〜
- 第74回 1月14日 椎名町「松野寿司」〜烏賊の印籠詰め　住宅街のマエストロ〜
- 第75回 2月4日 六本木「鮨由う」〜プリン巻き　心躍るカウンター〜
- 第76回 2月11日 築地「鮨桂太」〜青柳　夫婦二人三脚〜
- 第77回 3月4日 銀座「鮨さかもと」〜浅蜊　口いっぱいの幸せ〜
- 第78回 3月11日 錦糸町「鮨なかがわ」〜メジマ　飽くなき探究心〜
- 第79回 4月1日 赤坂「すし晴」〜帆立　大人な街の寛ぎ空間〜
- 第80回 4月8日 浅草「鮓 かね庄」〜桜鱒　春の息吹〜
- 第81回 5月6日 下丸子「鮨波づき」〜鯨の尾の身　心を満たす味〜
- 第82回 5月13日 神楽坂「鮓家一」〜鬼海老　覧古考新〜
- 第83回 6月3日 六本木「鮨海界」〜毛蟹海胆　北海道からの挑戦者〜
- 第84回 6月10日 銀座「鮨おちあい」〜真子鰈　ワインとの調和〜
- 第85回 7月1日 西麻布「西麻布 鮨いち」〜鰻　石の上にも三年〜
- 第86回 7月16日 水天宮前「高柿の鮨」〜縞鯵　親世代の旗手〜
- 第87回 8月5日 勝どき「鮨くらみ」〜新子　夢を叶える力〜
- 第88回 8月12日 赤坂「きざ㐂」〜鮪の突先　日々の出会いに感謝〜
- 第89回 9月2日 高円寺「鮨時成」〜雌貝鮑　諦めない心〜
- 第90回 9月9日 広尾「鮨在」〜喉黒　ペアリングの魔法〜

## その他
- 音楽：KOBUDO -古武道-

## 放送時間
放送開始 - 2015年10月4日
- 日曜日 20:00 - 20:30

2015年10月9日 - 2016年3月26日
- 金曜日 21:00 - 22:00

2016年4月3日 - 2017年3月12日
- 日曜日15:00 - 16:00

2019年1月7日 - 2019年9月30日
- 月曜日21:30 - 22:00